# Tunnel View

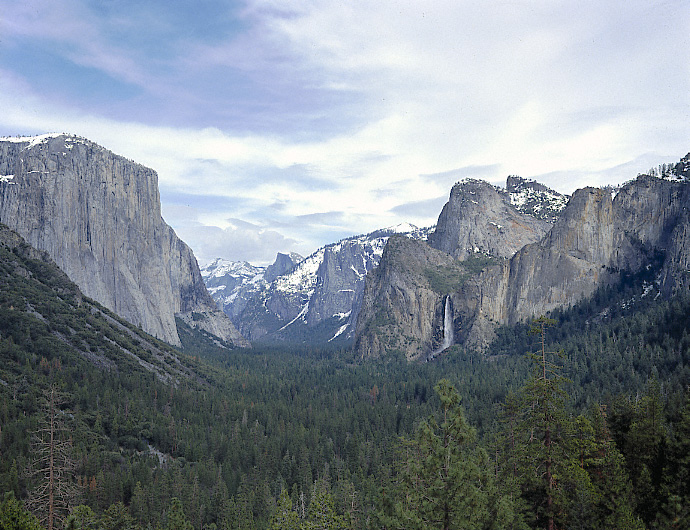
Vale de Yosemite e Bridalveil Falls do Tunnel View num dia de Primavera

Tunnel View é um miradouro do Parque Nacional de Yosemite situado na State Route 41 a este do Túnel Wawona ao entrar no vale de Yosemite vindo de sul. A perspectiva do miradouro permite observar em direcção a este para o vale de Yosemite incluindo o lado sudoeste do El Capitan, do Half Dome e das Bridalveil Falls. 

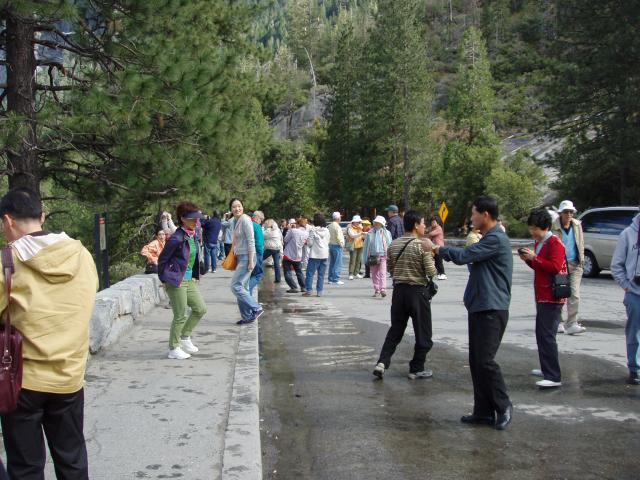
Turistas apreciando a vista

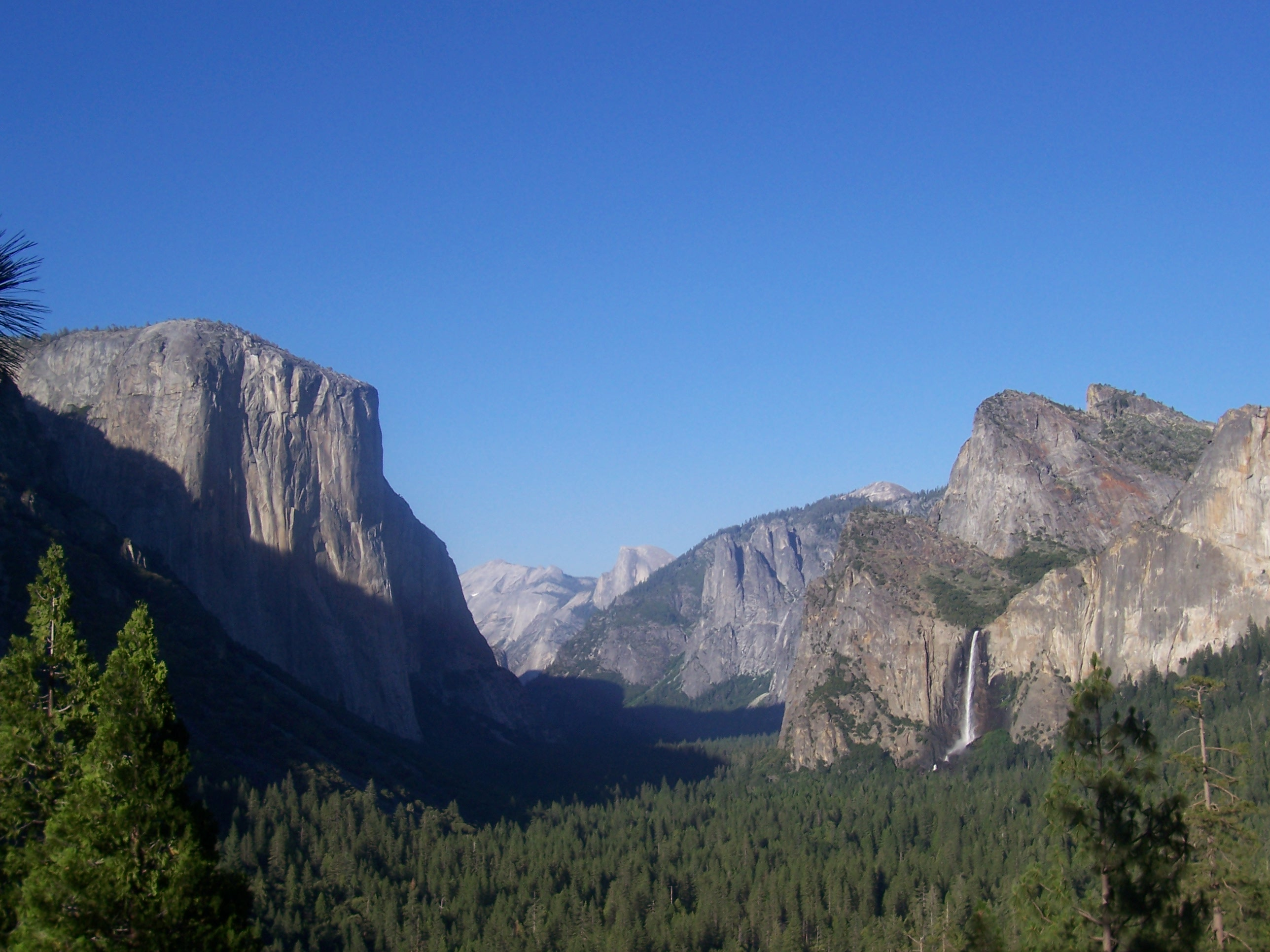
O vale de Yosemite do Tunnel View num dia limpo